# Крепость Сталач
Крепость Сталач — крепость в Сербии, находится неподалёку от одноимённого населённого пункта. В настоящее время от средневековой крепости уцелели только остатки донжона и часть стены, поэтому крепость обычно называют «Кула» (серб. башня). Считается, что крепость и церковь близ неё на остатках античного города воздвиг князь Лазарь Хребелянович. Вместе с ними на склонах горы некогда были около 70 церквей и монастырей. В 1413 году крепость захватили и разрушили турки во время похода на Крушевац. Спустя 20 лет остатки некогда мощной твердыни описал Б. де ла Брокийер, а в XIX веке это сделал Феликс Каниц.